# Jørn Mikkelsen
Jørn Mikkelsen (født 14. november 1956 i Sønderborg) er en dansk journalist, der fra maj 2008 til 2016 var ansvarshavende chefredaktør for Morgenavisen Jyllands-Posten.
Mikkelsen blev nyproglig student fra Sønderborg Statsskole i 1975 og cand.phil. i historie fra Aarhus Universitet i 1979. Han blev efter endt uddannelse som journalist fra Danmarks Journalisthøjskole i 1983 ansat ved Berlingske Tidende. 
I 1994 skiftede han til Morgenavisen Jyllands-Posten, som han blev Tysklands-korrespondent for. I 1996 vendte han tilbage til Danmark og blev udlandsredaktør og fra 1997 ledende redaktionschef. I 2002 blev han journalistisk chefredaktør og dermed medlem af chefredaktionen sammen med Carsten Juste og Jørgen Ejbøl. I maj 2008 afløste han Juste som avisens ansvarshavende chefredaktør. Jørn Mikkelsen blev i 2016 afløst af Jacob Nybroe som Jyllands-Postens ansvarshavende chefredaktør.
|  | Artiklen om Jørn Mikkelsen kan blive bedre, hvis der indsættes et (bedre) billede Du kan hjælpe ved at afsøge Wikimedia Commons for et passende billede eller uploade et godt billede til Wikimedia Commons iht. de tilladte licenser og indsætte det i artiklen. |